# Wappen der Autonomen Republik Krim

Wappen der Krim

Das Wappen der Krim wurde am 24. September 1992 als Wappen für die Autonome Republik Krim eingeführt.
Das Wappen zeigt auf rotem Schild einen laufenden silbernen Greif mit einer blauen Perle in der rechten erhobenen Pranke. Links und rechts des Wappenschildes ist je eine silberne Säule, über dem Wappen die aufgehende goldene Sonne. Unter dem Wappen ist ein Band in den Farben der Flagge der Autonomen Republik Krim mit dem Wahlspruch der autonomen Republik, Процветание в единстве (deutsch Wohlstand in Eintracht) in Großbuchstaben der kyrillischen Schrift in russischer Sprache. 